# 여자의 일생 (2016년 영화)
여자의 일생(Une vie, A Woman's Life)은 프랑스에서 제작된 스테판 브리제 감독의 2016년 드라마 영화이다. 주디스 쳄라 등이 주연으로 출연하였고 밀레나 포일로 등이 제작에 참여하였다.

## 출연

### 주연
- 주디스 쳄라
- 스완 아르라우드

### 조연
- 장 피에르 다루생
- 욜랜드 모로
- 니나 뫼리스
- 올리비에르 페리에르
- 피네건 올드필드

## 제작진
- 원작자: 기 드 모파상
- 공동제작: 자크-헨리 브론크카르트
- 공동제작: 올리비에 브론카트
- 공동제작: 장 루이 리비
- 공동제작: 필립 로기
- 미술: 발레리 사라디안
- 의상: 매들린 폰테인
- 배역: 꼬랄리 아메데오
- 배역: 브리짓 므와동